# Aire urbaine de Vendôme
L'aire urbaine de Vendôme est une aire urbaine française centrée sur l'unité urbaine de Vendôme, en Loir-et-Cher. Composée de 37 communes, elle comptait 40 322 habitants en 2013.

## Caractéristiques en 1999
D'après la définition qu'en donne l'INSEE, l'aire urbaine de Vendôme est composée de 30 communes, situées en Loir-et-Cher. Ses 34 159 habitants font d'elle la 185e aire urbaine de France.
5 communes de l'aire urbaine sont des pôles urbains.
Le tableau suivant détaille la répartition de l'aire urbaine sur le département (les pourcentages s'entendent en proportion du département) :
| Département  | Communes | Communes (%) | Superficie (km²) | Superficie (%) | Population (1999) | Population (%) |
| ------------ | -------- | ------------ | ---------------- | -------------- | ----------------- | -------------- |
| Loir-et-Cher | 30       | 10,3         | 381,47           | 6,0            | 34 159            | 10,8           |